# Petr Slončík
Petr Slončík (* 9. června 1976, Šumperk) je bývalý český fotbalista – záložník. Nyní působí jako trenér.

## Fotbalová kariéra
V československé a české lize hrál mj. za FC Petra Drnovice a 1. FC Synot, hrál i za FC Tescoma Zlín. Kariéře středního útočníka zabránila jeho zranění. Nastoupil ve 38 ligových zápasech a dal 4 góly.
V roce 2018 byl angažován jako trenér Slavičína.

## Ligová bilance
| Ročník                 | Zápasy | Góly | Klub              |
| ---------------------- | ------ | ---- | ----------------- |
| Gambrinus liga 1997/98 | 1      | 0    | FC Petra Drnovice |
| Gambrinus liga 2001/02 | 5      | 1    | 1. FC Synot       |
| Gambrinus liga 2002/03 | 24     | 3    | 1. FC Synot       |
| Gambrinus liga 2003/04 | 8      | 0    | 1. FC Synot       |
| CELKEM                 | 38     | 4    |                   |